# Sorte måne
|  | Denne artikel er oprettet af botten Steenthbot ud fra en ekstern database. Den kan derfor have sproglige fejl eller mangler. Denne skabelon kan fjernes efter kontrol af indholdet. |

Sorte måne er en dansk kortfilm fra 2015 instrueret af Kasper Skovsbøl.

## Handling
Middelalderen. På en klippeø langt fra fastlandet dør mændene én efter én. Sygdommen spreder sig, og det samme gør angsten for at mørkere kræfter er på spil. En stormfuld nat opsøges Anna af øens præst, som ængsteligt fortæller, at Annas datter på mystisk vis er flygtet fra fangenskab. Datteren beskyldes for at have haft forbindelse til samtlige af de syge mænd, og øens beboere retter nu opmærksomheden mod Anna, som mistænkes for at skjule hende. Anna må nu kæmpe for ikke at blive udstødt, men da hun pludselig opsøges af sin gådefulde datter, tvinges hun til at vælge: Skal hun beskytte sin datter eller tro på beskyldningerne og dømme sit eget barn til døden?

## Medvirkende
- Karen-Lise Mynster
- May Lifschitz
- Anders Hove
- Peter Plaugborg
- Olaf Højgaard
- Nanna Voss